# Codex Petropolitanus (H)
Der Codex Petropolitanus (Nr. 624 nach Rahlfs, Siglum H) ist eine Handschrift aus dem 5. oder 6. Jahrhundert, die im 9. Jahrhundert erneut beschrieben wurde (Palimpsest). Der ältere Text enthielt das 4. Buch Mose in griechischer Sprache mit Lacunae (Lücken). Darüber wurden patristische Texte geschrieben.
Die ältere Fassung enthielt Kapiteleinteilungen am Rand und Verseinteilungen. Am Ende war der Name eines Schreibers vermerkt: Ioannou monachou Sergiou, der Mönch Johannes Sergios.
Die Handschrift befindet sich in der Russischen Nationalbibliothek in Sankt Petersburg mit der Signatur Cod. Gr. 5.

## Textausgabe
- Konstantin von Tischendorf: Monumenta sacra inedita. Nova collectio I. J. C. Hinrichs, Leipzig 1855.